# こざき亜衣
こざき 亜衣（こざき あい、1982年2月22日 - ）は、日本の女性漫画家・イラストレーター。千葉県出身。多摩美術大学映像演劇学科中退。漫画家・イラストレーターのコザキユースケは実兄。 

## 略歴
多摩美術大学映像演劇学科中退後、漫画家、イラストレーターとして活動を始める。漫画家デビュー前までは古屋兎丸とえりちんのアシスタントを務めていた。
2006年、人物のデッサンやデフォルメの描き方、方法を解説したハウツー本『美少年の描き方』を発売。
2007年、初の応募作となる『さよならジル様』で第51回ちばてつや賞一般部門大賞を受賞。本作品はその後『モーニング』に読み切り作品として掲載される。
2008年、『モーニング』にて『超秘密戦隊ムシャレンジャー』を短期集中連載。元はネット連載用の作品であったが、編集長の目に止まり本誌にも掲載された。
2011年1月、『ビッグコミックスピリッツ』に移って『あさひなぐ』の連載を開始し、2020年9月終了までの長期連載となった。同作品で2015年、第60回小学館漫画賞（一般向け部門）を受賞。
イラストレーターとしてはバンドMASS OF THE FERMENTING DREGSのアルバムジャケットやTシャツのイラストを担当。
その他にロックバンドBase Ball Bearのブックレットイラスト、ガールズケイリンテレビCM等、多数のイラストを手がける。

## 作品リスト
- 『美少年の描き方』、グラフィック社、2006年11月発売[6]、ISBN 978-4-7661-1729-5
- さよならジル様（『モーニング』2007年29号）
- 超秘密戦隊ムシャレンジャー（『モーニング』2008年12号 - 16号）
- 『あさひなぐ』小学館〈ビッグコミックス〉、全34巻（『ビッグコミックスピリッツ』2011年 - 2020年）
- 『セシルの女王』小学館〈ビッグコミックス〉、既刊8巻（『ビッグコミックオリジナル』2021年21号[7] - 連載中）
  1. 2022年3月30日発売[8][9]、ISBN 978-4-09-861259-8
  2. 2022年7月29日発売[10]、ISBN 978-4-09-861391-5
  3. 2022年12月28日発売[11]、ISBN 978-4-09-861497-4
  4. 2023年5月30日発売[12]、ISBN 978-4-09-861719-7
  5. 2023年10月30日発売[13]、ISBN 978-4-09-862612-0
  6. 2024年3月29日発売[14]、ISBN 978-4-09-862702-8
  7. 2024年8月30日発売[15]、ISBN 978-4-09-863026-4
  8. 2025年1月30日発売[16]、ISBN 978-4-09-863183-4

## 主な受賞
- 2007年:『さよならジル様』第51回 ちばてつや賞一般部門 大賞
- 2015年:『あさひなぐ』第60回 小学館漫画賞 一般向け部門
- 2016年:『あさひなぐ』漫道コバヤシ漫画大賞2016[17]